# ウルトラ・ヴァイオレット
「ウルトラ・ヴァイオレット」（Ultraviolet (Light My Way)は『アクトン・ベイビー(Achtung Baby)』に収録されているU2の楽曲である。

## 概要
ベルリンからダブリンに戻ってから形になった曲で、元々「One」のB面に収録された「Lady With the Spinning Head」という曲だったものが、「Zoo Station」「The Fly」 そしてこの曲に3分割した。
曲のテーマはお互いを束縛しあうことによって精神的危機を迎えている恋人たちというこで、ここにもエッジの離婚問題の影響が窺える。またサビでは「Baby」が連呼されているが、このフレーズはポップソングのお決まりであり、かつこれまでU2が使うのを慎重に避けていたもであり、果たしてこれを歌詞に入れていいものか大いに議論されたが、結局、採用された。
歌詞の「the quiet that comes into a house where no one can sleep（誰も眠れない家に静けさがやってくる）」という一節は、レイモンド・カーヴァーの「Suspenders」という詩からの引用である。
同じリフが繰り返されているという点が80年代のU2風であり、それゆえに後退と見る向きもあるようあが、バンド自身は「大作」と称しており、ファンの間でも人気が高い。

## アウトアピアランス
- 『もしも昨日が選べたら』 (2006) - サントラに収録。
- 『潜水服は蝶の夢を見る』 (2007) -  サントラに収録。